# Bon soir
Bon soir är en novell av Stig Dagerman. Den publicerades första gången den 21 oktober 1947 i tidningen Vårt Hem efter att föregående vår vunnit första pris i en novellpristävlan som utlysts av Åhlén & Åkerlunds förlag. Bara några dagar senare utkom novellsamlingen Nattens lekar där Bon soir ingår. Den var på ett tidigt stadium tänkt som bokens titelnovell.

## Handling
Novellen är en skildring av pubertetsångest i idyllisk skärgårdsmiljö. Den handlar om en femtonårig tidningspojke på en skärgårdsbåt som om natten drömmer om erotik och hatar sin kropp. Den halvimbecilla diskerskan Greta, som är "fin i franska" och dagarna i ända säger "Bon soir", lovar att inviga honom i kärlekens mysterier, men strax innan det ska ske blir hon gripen för sedlighetsbrott efter att spridit en skamlig sjukdom. Tidningspojken går in på toaletten och kräks och tänker "Kan det bli hur smutsigt som helst det här". 
Novellen har delvis självbiografisk bakgrund då Dagerman själv var tidningpojke på en skärgårdsbåt i tonåren.